# 17. ceremonia wręczenia Złotych Globów
17. ceremonia wręczenia Złotych Globów odbyła się 10 marca 1960 roku.

## Laureaci i nominowani
Laureaci nagród wyróżnieni są wytłuszczeniem

### Produkcje filmowe

#### Najlepszy film dramatyczny
- Ben-Hur
- Anatomia morderstwa
- Pamiętnik Anny Frank
- Historia zakonnicy
- Ostatni brzeg

#### Najlepszy film komediowy
- Pół żartem, pół serio
- But Not for Me
- Operacja „Halka”
- Telefon towarzyski
- Who Was That Lady?

#### Najlepszy musical
- Porgy i Bess
- The Five Pennies
- Li’l Abner
- Say One for Me
- A Private’s Affair

#### Najlepsza aktorka w filmie dramatycznym
- Elizabeth Taylor – Nagle, zeszłego lata
- Audrey Hepburn – Historia zakonnicy
- Katharine Hepburn – Nagle, zeszłego lata
- Lee Remick – Anatomia morderstwa
- Simone Signoret – Miejsce na górze

#### Najlepsza aktorka w filmie komediowym lub musicalu
- Marilyn Monroe – Pół żartem, pół serio
- Dorothy Dandridge – Porgy i Bess
- Doris Day – Telefon towarzyski
- Shirley MacLaine – Jak zdobyć męża
- Lilli Palmer – But Not for Me

#### Najlepszy aktor w filmie dramatycznym
- Anthony Franciosa – Kariera
- Richard Burton – Miłość i gniew
- Charlton Heston – Ben-Hur
- Fredric March – W środku nocy
- Joseph Schildkraut – Pamiętnik Anny Frank

#### Najlepszy aktor w filmie komediowym lub musicalu
- Jack Lemmon – Pół żartem, pół serio
- Clark Gable – But Not for Me
- Cary Grant – Operacja „Halka”
- Dean Martin – Who Was That Lady?
- Sidney Poitier – Porgy i Bess

#### Najlepsza drugoplanowa aktorka
- Susan Kohner – Zwierciadło życia
- Edith Evans – Historia zakonnicy
- Estelle Hemsley – Take a Giant Step
- Juanita Moore – Zwierciadło życia
- Shelley Winters – Pamiętnik Anny Frank

#### Najlepszy drugoplanowy aktor
- Stephen Boyd – Ben-Hur
- Fred Astaire – Ostatni brzeg
- Tony Randall – Telefon towarzyski
- Robert Vaughn – Młodzi filadelfijczycy
- Joseph Welch – Anatomia morderstwa

#### Najlepszy reżyser
- William Wyler – Ben-Hur
- Stanley Kramer – Ostatni brzeg
- Otto Preminger – Anatomia morderstwa
- George Stevens – Pamiętnik Anny Frank
- Fred Zinnemann – Historia zakonnicy

#### Najlepsza muzyka
- Ernest Gold – Ostatni brzeg

#### Najlepszy kobiecy debiut
- Angie Dickinson
- Janet Munro
- Stella Stevens
- Tuesday Weld
- Diane Baker
- Carol Lynley
- Yvette Mimieux
- Cindy Robbins

#### Najlepszy męski debiut
- Barry Coe
- Troy Donahue
- George Hamilton
- James Shigeta
- Michael Callan

#### Film promujący międzynarodowe zrozumienie
- Pamiętnik Anny Frank
- Ostatni brzeg
- Take a Giant Step
- Odds Against Tomorrow
- Historia zakonnicy

#### Nagroda Samuela Goldwyna
- Czarny Orfeusz
- Klucz
- Tam, gdzie rosną poziomki
- W czepku urodzeni
- Most
- Miejsce na górze

#### Nagroda Henrietty
- Rock Hudson
- Doris Day

#### Nagroda im. Cecila B. DeMille’a
- Bing Crosby

#### Nagroda specjalna
- Andrew Marton
- Fred Zinnemann

### Produkcje telewizyjne

#### Najlepsze osiągnięcie telewizyjne
- Edward R. Murrow